# Gornji Kremen
Gornji Kremen is een plaats in de gemeente Slunj in de Kroatische provincie Karlovac. De plaats telt 91 inwoners (2001).